# 8/12 Binay Badal Dinesh
8/12 Binay Badal Dinesh er en indisk film fra 2022 af Arun Roy.

## Medvirkende
- Arna Mukhopadhyay som Badal Gupta
- Remo som Dinesh Chandra Gupta
- Saswata Chatterjee
- Kharaj Mukherjee
- Anuska Chakraborty
- Gulshanara Khatun som Kamala
- Debraj Mukherjee